# Wyścigi samochodowe w 1903 roku
Dziesiąty rok wyścigów samochodowych organizowanych w Europie i Stanach Zjednoczonych.

## Podsumowanie wyścigów
| Data            | Wyścig                  | Zwycięzca (kierowcy) | Zwycięzca (konstruktorzy) | Wyniki |
| --------------- | ----------------------- | -------------------- | ------------------------- | ------ |
| 24 maja         | Wyścig Paryż-Madryt     | Fernand Gabriel      | Mors                      | Wyniki |
| 22 czerwca      | Circuit des Ardennes    | Pierre de Crawhez    | Panhard                   | Wyniki |
| 2 lipca         | Puchar Gordona Bennetta | Camille Jenatzy      | Mercedes                  | Wyniki |
| 30 sierpnia     | Frankfurt Circuit Race  | Willy Pöge           | Mercedes                  | Wyniki |
| 18 października | Westend Eace            | Gustav Müller        | Mercedes                  | Wyniki |